# Frank Harary
Frank Harary (New York, 1921. március 11. – Las Cruces, Új-Mexikó, 2005. január 4.) amerikai matematikus, a gráfelmélet egyik megalapozója.

## Élete
Görög és orosz zsidó emigránsok gyermeke. 1941-ben végzett New Yorkban a Brooklyn College diákjaként. 1943–1944-ben elméleti fizikát tanult a Princetoni Egyetemen. 1945–1946-ban alkalmazott matematikát tanult New Yorkban. 1948-ban doktorált The Structure of Boolean-like Rings című tézisével a Kaliforniai Egyetemen Berkeleyben, Alfred Leon Foster irányításával. Első tudományos cikke már 1946-ban megjelent a Transactions of the American Mathematical Society rangos folyóiratban. 1948-ban gyakornokként alkalmazták a michigani egyetem matematika tanszékén, ahol 1953-ban tanársegéd, 1959-ben docens, majd 1964-ben egyetemi tanár lett.
1986-ban nyugalomba vonult, és ettől kezdve a New Mexico State University (Las Cruces) tiszteletbeli professzora (Distinguished Professor) lett.
Több egyetemen is dolgozott vendégtanárként és kutatóként.
Különlegesen büszke volt arra, hogy az ábécé minden betűjével kezdődő városban tartott előadást (az utolsó a németországi Xanten volt).

## Munkássága
Harary fő kutatási területe a gráfelmélet, amelyben tudományos cikkei mellett alapvető könyveket is írt.

### Könyvei
- F. Harary, R.Z. Norman, D. Cartwright, Structural Models: An Introduction to the Theory of Directed Graphs (1965), Wiley, New York.
- F. Harary, Graph Theory and Theoretical Physics (1967), Academic Press.
- F. Harary, Graph Theory (1969), Addison–Wesley, Reading, MA.
- F. Harary, M. Edgar, Graphical Enumeration (1973), Academic Press, New York, NY.
- F. Harary, P. Hage, Structural Models in Anthropology (1983), Cambridge Univ. Press, Cambridge.
- F. Harary, F. Buckley, Distance in Graphs (1990), Addison-Wesley, Reading.
- F. Harary, P. Hage, Exchange in Oceania (1990), Clarendon Press, Oxford.
- F. Harary, P. Hage, Island Networks (1996), Cambridge Univ. Press, Cambridge.
- S. L. Arlinghaus, W. C. Arlinghaus, F. Harary, Graph Theory and Geography: An Interactive E-Book. New York: John Wiley and Sons, 2002.